# Папеса Іоанна (роман)
«Папеса Іоанна» (грец. Πάπισσα Ιωάννα) — роман Еммануїла Роїдиса, опублікований у 1866 році з підзаголовком «середньовічні часи» (грец. μεσαιωνική μελέτη). В основу твору лягла історія жінки — Папеси Іоанни — котра стала, за твердженням деяких дослідників, Папою Римським і яка посідала Святий Престол під ім'ям Івана VIII у період з 855 по 858 рік. Роман вважається найважливішим із творів Роїдиса і одним із найвеличніших грецьких романів — передусім, через його «антиромантизм», котрий передував переходу до реалізму у грецькій прозі. Твір був засуджений «як антихристиянський і злоякісний» (інструкція Священного синоду Грецької церкви за номером 5688 від 4 квітня 1866 року), а сам автор зазнав судового переслідування.

## Структура та опис
«Папеса Іоанна» має підзаголовок «середньовічне дослідження» або «середньовічні часи» (грец. μεσαιωνική μελέτη) і в книзі — окрім самої розповіді, в якій часто можна зустріти виноски з додатковими інформаційний матеріалами — наявні три додаткових розділи: передмова автора, спрямована на читачів, яка  містить інформацію про історію проєкту, дослідження, джерела, стиль і критику, з котрою Еммануїл Роїдис зіштовхнувся з боку церкви; об'ємне бачення, що надає всі відомі автору докази існування Папеси Іоанни як реального історичного персонажа, і її біографія; і розділ з розлогими примітками наприкінці «проєкту», в якому перераховані інші історичні фігури того часу і дані коментарі до тексту.
Основний наратив описує життя Іоанни: він починається розповіддю про її батьків — двох місіонерів — і продовжується початком чернечого  життя героїні, її знайомством і любовними стосунками з монахом Фрументієм, поїздками у Німеччину, Швейцарію та Францію, їхньому спільному тривалому перебуванню в Афінах і зупинкам у Римі. Потім розповідається про поступовий підйом Іоанни по церковній ієрархії, котрий, у кінцевім підсумку, приводить її до Папства. Завершується історія її любовними стосунками з камердинером, вагітністю і, нарешті, смертю.

## Історія створення і реакція
Сенсаційна робота була опублікована на початку 1866 року. Проєкт Роїдиса починається передмовою, у якій він стверджує, що вперше почув середньовічну легенду про Папесу Іоанну в Генуї — де він жив зі своєю сім'єю — коли був ще дитиною. Історія вразила його і він упродовж декількох місяців лишався у Німеччині (з 1855 по 1856 рік), збираючи матеріали; після чого він вирушив у подорож по Італії, а також відвідав Національну бібліотеку у грецьких Афінах. Основним об'єктом його інтересу були середньовічні книги.
Міф (або легенда) о Іоанну був досить широко розповсюджений і цікавив у минулому немало істориків і письменників, так що Роїдис мав у своєму розпорядженні немало текстів, з котрих він черпав матеріал по предмету. Основними текстами, використаними автором, стали: робота кальвініста Friedrich Spanheim «Disquisitio historica de papa foemina inter Leonem IV et Benedictum III»; опублікована в 1631 році книга італійського поета Джамбаттиста Касти «Papessa» (1804).
Після публікації книгу негайно розкритикували представники Церкви: особливе невдоволення церковних ієрархів викликали «деякі зухвалі сцени». Атаки на Роїдиса спочатку вів священник Макарій — використовуючи статті у пресі — але пізніше у процес був залучений і Священний Синод. Книга була названа «злоякісною і богохульною»; синод закликав до втручання і державу, щоб заборонити її розповсюдження — чого не відбулося. Роїдис відповів на випади проти нього і його роботи кількома  сатиричними текстами.
Окрім того, критика книги йшла не тільки з боку церкви, але й від багатьох учених того часу: як у Греції, так і за рубежем. Особливо різка критика вийшла з-під пера француза Барбе д'Оревілія (Барб д'Оревіліє): його газетна стаття у паризькій «Constitutionel» вийшла 9 квітня 1878 року, тобто через дванадцять років після першої публікації книги.
І в XX столітті, у 1940 році, при підготовці накладу збірки творів Роїдиса уряд заборонив перевидання роману.
Окрім критики «моральних сторін» роботи, Роїдис зіштовхнувся і зі звинуваченнями на адресу літературного боку твору: він був звинувачений у «плагіаті» з використаних ним джерел. Однак, пізніше «Папесса Іоанна» була визнана одним із найбільш «інноваційних» романів грецької прози XIX віку — не тільки завдяки продуманому стилю, але і через «антиромантизм», котрий вважали попередником переходу до реалізму, состоявшемуся у грецькій прозі після появи нового покоління письменників у 1880-х роках.